# The Buca Bus
The Buca Bus er det danske indie pop-band Caper Clowns' debutalbum, som blev udgivet 30. september 2016.
Albummet blev positivt modtaget og kom ind på en delt 16. plads på Madsens liste over de 20 bedste albums fra 2016, som blev afgjort ved lytterafstemning. Førstesinglen "Pockets" blev desuden valgt som ugens hit-tip i P4 Play straks efter udgivelsen. Også internationalt opnåede albummet hurtigt airplay i flere lande og er af den amerikanske radiovært Alan Haber fra Pure Pop Radio bl.a. blevet kaldt årets debut i 2016, ligesom det også kom ind på en 17. plads på The Power Pop Shows liste over bedste udgivelser fra 2016.

## Spor
1. "Pockets" - 3:20
2. "A Tale Of Romance & Magnetic Trains" - 3:12
3. "All We Ever Do Is Run" - 2:40
4. "The Significance Of Tea Cups" - 3:02
5. "Sleeping On The Edge Of The Rainbow" - 2:42
6. "As The Moment Takes You Away" - 3:28
7. "Things I Fail To Find" - 5:24
8. "A Forest Of Letters" - 3:42
9. "Mirror Me" - 2:37
10. "Dressed In Flaws" - 3:17
11. "When I'm Alive" - 2:54
12. "Lizard Heart" - 3:18